# Tatarlar, Süloğlu
Tatarlar là một xã thuộc huyện Süloğlu, tỉnh Edirne, Thổ Nhĩ Kỳ. Dân số thời điểm năm 2011 là 391 người.